# Яснополянский сельский совет (Ореховский район)
Яснополянский сельский совет (укр. Яснополянська сільська рада) — входит в состав
Ореховского района
Запорожской области
Украины.
Административный центр сельского совета находится в 
с. Ясная Поляна.

## История
- 1964 — дата образования.

## Населённые пункты совета
- с. Ясная Поляна
- с. Трудооленовка